# حمید سوریان
حمید سوریان ریحان‌پور (زادهٔ ۲ شهریور ۱۳۶۴) کشتی‌گیر پیشین و مدیر ورزشی ایرانی است که در سمت نایب‌رئیس فدراسیون کشتی ایران فعالیت کرده‌است. سوریان یکی از بهترین کشتی‌گیران تاریخ رشته کشتی فرنگی جهان به شمار می‌رود و نیز از نظر کیفیت مدال، بهترین کشتی‌گیر ایرانی تمام ادوار است. سوریان ملقب به ژنرال هفت ستاره  در دوران فعالیت حرفه‌ای خود در دستهٔ ۵۵ کیلوگرم کشتی فرنگی، برندهٔ مدال طلای المپیک ۲۰۱۲ لندن و قهرمان شش دورهٔ مسابقات قهرمانی کشتی جهان شده‌است. او در سطح آسیا نیز برندهٔ مدال طلای دو دورهٔ مسابقات قهرمانی کشتی آسیا (۲۰۰۷ و ۲۰۰۸) است. سوریان در ادبیات ورزشی ایران به سبب قهرمانی‌هایش به «ژنرال هفت ستاره» معروف شد.
فلذا باید ذکر کرد که اولین و کاملترین کتاب بیوگرافی حمید سوریان، توسط وحید وحدت جناقرد نویسنده اهل اردبیل با نام "ژنرال هفت ستاره کشتی ایران حمید سوریان" تالیف شده است. 
او به عنوان نمایندهٔ ایران برای انتخابات هیئت رئیسه اتحادیه جهانی کشتی معرفی شده بود که از حضور در انتخابات انصراف داد. سوریان همچنین از سال ۲۰۲۵ عضو کمیسیون تالار مشاهیر و میراث تاریخی اتحادیه جهانی کشتی است.

## کودکی و نوجوانی
حمید سوریان فرزند محمد سوریان و اعظم‌السادات ماشاالله‌زاده، جوان‌ترین عضو یک خانواده ۸ نفره است. وی ۵ برادر دارد. حمید در کنار کوه طبرک در شهرری متولد شده و مدارج تحصیلی تا دبیرستان را در این منطقه طی کرده‌است. او تحت تأثیر دو برادرش، محسن و مرتضی، که هر دو کشتی‌گیر بودند، به کشتی علاقه‌مند شد و سپس از سال ۱۳۷۶ و زیر نظر عبدالله زارع، به‌طور جدی کشتی را آغاز کرد. این روند تا شرکت در مسابقات بین‌المللی آسیایی و جهانی تحت نظر مربیان‌اش زارع و محسن سوریان ادامه یافت.
== زندگی و
حمید سوریان در سال ۲۰۰۱ عضو تیم ملی نوجوانان در وزن ۴۶ کیلوگرم شد و در مسابقات نوجوانان آسیا به روی تشک رفت. در سال ۱۳۸۶ قهرمان قهرمانان ورزش ایران شد. در سال ۲۰۰۵ و در سن ۲۰ سالگی، توانست نخستین مدال طلا را در مسابقات جهانی بوداپست به دست آورد و عنوان قهرمانی بزرگسالان جهان را از آن خود کند. این مدال طلا پنج بار دیگر در رقابت‌های جهانی گوانگ‌ژو سال ۲۰۰۶، مسابقات جهانی ۲۰۰۷ باکو، رقابت‌های جهانی ۲۰۰۹ هرنینگ دانمارک، رقابت‌های ۲۰۱۰ مسکو و ۲۰۱۴ تاشکند تکرار شد. ۲ طلای مسابقات بزرگسالان آسیا در سال‌های ۲۰۰۷ و ۲۰۰۸ از دیگر دستاوردهای سوریان است. روزهای پایانی سال ۲۰۱۰ و همهٔ سال ۲۰۱۱ را می‌توان بدترین سال‌های زندگی ورزشی او نامید. در این سال محسن حاجی‌پور در وزن ۵۵ کیلوگرم شرکت کرد و سوریان در مسابقات جهانی شرکت نکرد. مدال طلای المپیک ۲۰۱۲ لندن مهمترین افتخار ورزشی حمید سوریان است.

### جوانان
حمید سوریان در سال ۲۰۰۴ در مسابقات قهرمانی جوانان آسیا مدال نقره گرفت، او همچنین در سال ۲۰۰۵ نشان طلای این دوره از مسابقات جهانی را از آن خود کرد. سوریان در مهرماه ۱۳۸۴ (۲۰۰۵ میلادی) در حالی که هنوز در رده جوانان قرار داشت، به دلیل نشان دادن عملکردی بالاتر از این رده، در مسابقات جهانی بزرگسالان شرکت داده شد.

### قهرمانی جهان بوداپست ۲۰۰۵
سوریان جوان که در آن زمان کشتی‌گیری ناشناخته بود، در بوداپست دو کشتی‌گیر به نام‌های ووگار راگیموف اوکراینی و بایرام اوزدمیر از ترکیه را در دوره‌های نخست مسابقه‌ها به ترتیب با امتیاز ۶–۲ و ۷–۲ شکست داد و در کشتی با ازارو ریواس کوبایی که قهرمان سال ۱۹۹۹ جهان و نایب قهرمان المپیک سیدنی و قهرمان قاره آمریکا شد بود، در این پیکار سرنوشت‌ساز، موفق شد در زمانِ نخست ۲ بر ۱، در زمانِ دوم ۷ بر ۱ (و نتیجه نهایی ۹–۲)؛ این حریف کوبایی را شکست دهد. ارمک کوکتیف از قزاقستان حریف بعدی سوریان بود که در این دیدار او حریف خود را با ۶ امتیاز شکست داد و راهی مسابقه نهایی شد و با شکست پارگ ائون چول از کره جنوبی مدال طلا گرفت. سوریان در پنج کشتی که برگزار کرد، مجموعاً ۳۵ امتیاز از حریفان گرفت.

### قهرمانی جهان گوانگ‌ژو 2006
سوریان در رقابت‌های قهرمانی جهان گوانگ‌ژو سال ۲۰۰۶ در فینال روشن بایراموف را شکست داد و از عنوان قهرمانی خود دفاع کرد. سوریان در دیدارهای پیش از فینال خود لیندزی لوکار آمریکایی، ونلین ونکف بلغار و ووگار راگیموف را شکست داده بود.

### قهرمانی جهان باکو ۲۰۰۷
سوریان در این رقابت‌ها به ترتیب شین پارکر استرالیایی، آندرس نیبلم دانمارکی، لیندزی دولاکر آمریکایی، ویرگیل مونتینو از رومانی، کریستین فریس صرب را شکست داد. سوریان در فینال در مقابل پارک ائون چول قرار گرفت و با نتیجه ۲ بر ۱ وی را شکست داد.
سوریان با این طلا، سومین مدال طلای مسابقات قهرمانی جهان خود را به دست آورد.

### المپیک پکن ۲۰۰۸
سوریان در نخستین المپیک خود در المپیک ۲۰۰۸ که تیم ملی کشتی کشور ایران در بدترین عملکرد المپیکی خود تنها یک مدال برنز را کسب کرد، به ترتیب پس از برد برابر ونلین ونکوف از بلغارستان و الگین الوایس از پالائو در دور سوم مسابقات مغلوب نظیر مانکیف، روسی شد. در ادامه او با پیروزی برابر کریستین فریس از صربستان به دیدار رده‌بندی رسید که با باخت برابر پارک ائون چول کره‌ای به مقام پنجم این رقابت‌ها رسید.

### قهرمانی جهان هرنینگ ۲۰۰۹
سوریان در فینال پس از غلبه بر هاکان نیبلوم دانمارکی با نتیجه مقتدرانهٔ ۷ بر ۰ در رقابت‌های جهانی هرنینگ دانمارک چهارمین مدال طلای قهرمانی جهان خود را به دست آورد. وی در دیدارهای پیش از فینال خود اسپنسر مانگو، رومن آمویان و ارهان کاراکس را شکست داده بود.

### قهرمانی جهان مسکو ۲۰۱۰
سوریان که برای بار پنجم در قهرمانی جهان شرکت کرد به ترتیب محمد بوترفاسا را از الجزایر، ونلین ونکوف بلغاری، جانی هاپامیکی فنلاندی و رقیب سرسخت خود رومن آمویان آرمنی را شکست داده بود.
سوریان در فینال ۵ بر ۳ در یک دیدار حساس چوی گیو-جین کره‌ای را شکست داد.
سوریان با این طلا برای بار پنجم مدال طلا و قهرمانی خود را در مسابقات قهرمانی جهان تکرار کرد.

### بازی‌های آسیایی گوانگ‌ژو ۲۰۱۰
حمید سوریان در رقابت‌های ۲۰۱۰ گوانگ‌ژو ناکام ماند و با ۲ شکست در مسابقات وزن ۵۵ کیلوگرم کشتی فرنگی در بازی‌های ۲۰۱۰ از دور مسابقات حذف شد. کارشناسان یکی از دلایل ناکامی او را کم کردن پیاپی وزن و ضعف بدنی ناشی از آن عنوان کردند.

### المپیک لندن ۲۰۱۲
سوریان سهمیه المپیک ۲۰۱۲ را در مسابقات گزینشی قزاقستان به دست آورد. سوریان در نخستین مبارزه خود در المپیک لندن، بعد از ظهر ۵ اوت به وقت لندن با آرسن اِرالیف از قرقیزستان روبرو شد و توانست ۳ بر ۱ او را شکست دهد. در مرحله یک چهارم نهایی پیتر موداس از مجارستان و در نیمه نهایی هاکان اریک نیبلوم از دانمارک را از پیش رو برداشت و به فینال رسید. در فینال با شکست دادن روشن بایراموف رقیب مطرح خود در ۲ وقت پیاپی، با اقتدار موفق شد مدال طلای ۵۵ کیلوگرم فرنگی مردان المپیک ۲۰۱۲ را تصاحب کند. مدال طلای سوریان نخستین مدال المپیک کشتی فرنگی ایران پس از ۴۰ سال است. او پس از قهرمانی با پرچم ایران دور افتخار زد و مدالش را در روز تولد مادرش به او تقدیم کرد.

### قهرمانی جهان تاشکند ۲۰۱۴
سوریان در این دوره به ترتیب و با توانمندی الکس آنچیت، حاتم محمود، اسماعیل بوررو، طالح ممدوف و المورات تاسمورادوف را از پیش رو برداشت و به فینال رسید.
سوریان در فینال با پیروزی ۲ بر ۱ خود مقابل مینیگیان سمنوف برنده مدال طلا المپیک ۲۰۱۲ ششمین مدال طلای جهانی خود را در رقابت‌های قهرمانی جهان در ازبکستان کسب کرد. به این ترتیب او با کسب هفتمین مدال طلا رکورد ۶ مدال طلای عبدالله موحد یکی از اسطوره‌های کشتی را شکست و از از نظر مرغوبیت شمارِ مدال، بهترین کشتی‌گیر تاریخ ایران نام گرفت.

### قهرمانی جهان لاس وگاس ۲۰۱۵
حمید سوریان پس از استراحت در دور نخست، در دور دوم روبرویِ ریایبر رودریگز از ونزوئلا به پیروزی دست یافت و در دور سوم نیز جانی هاپاماکی فنلاندی را با ضربه فنی شکست داد و راهی یک‌چهارم نهایی شد. سوریان در این مرحله درحالی‌که با نتیجه ۲ بر صفر از روشن بایراموف دارنده مدال‌های طلای جهان و نقره المپیک عقب بود؛ بعد از دریافت اخطار دوم، با تصمیم رئیس تشک دیسکالیفه شد. وی در گروه شانس مجدد با نتیجهٔ ۶ بر ۵ مغلوب یون وونچول از کره شمالی شد و شانس حضور در دیدار رده‌بندی را نیز از دست داد.

### المپیک ریو ۲۰۱۶

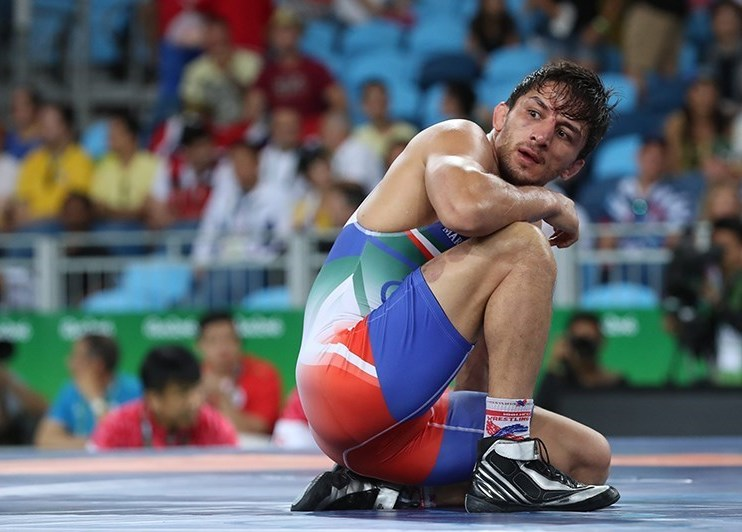
در المپیک ۲۰۱۶ ریو

حمید سوریان پس از ناکامی در کسب سهمیه المپیک در مسابقات جهانی لاس وگاس و دو تورنمنت گزینشی در قزاقستان و مغولستان، در آخرین شانس برای حضور در المپیک در تورنمنت استانبول شرکت کرد و با چهار پیروز پی در پی که همگی با ضربه فنی و بدون دادن حتی یک امتیاز بود، موفق به کسب سهمیه المپیک از مسابقات گزینشی استانبول شد. او در فینال کشتی‌گیر آمریکایی را ضربه فنی کرد.
حمید سوریان در المپیک ریو در دیدار اول خود در مقابل شینوبو اوتا با نتیجه نزدیک ۶ بر ۵ شکست خورد و از صعود به مرحله بعد بازماند. با فینالیست شدن اوتا، سوریان به مرحله شانس دوباره راه یافت و در نخستین دیدار خود در مقابل المت کبیسپایف قزاقستانی نیز نتیجه را واگذار کرد و حذف شد.

## سبک کشتی
مهدی رستم‌پور کارشناس کشتی در مورد سبک فنی او می‌نویسد: «اگر اعجوبه اش می‌دانند، نه صرفاً به خاطر شش طلای جهانی بلکه بیشتر به دلیل ریزه‌کاری‌های مبتکرانه‌اش است. اینکه ساختار فن «کنده فرنگی» را تغییر داده هنگامی که حریفان را لیفت می‌کند، نمی‌توانند متوجه شوند از سمت راست یا چپ، یا حتی از روبرو یا از پشت تابانده خواهند شد! به همین خاطر از هرگونه بدلکاری یا بکار بستن تمهیدات دفاعی بازمی‌مانند.»
الکساندر کارلین، کشتی‌گیر افسانه‌ای روس، حمید سوریان را «بهترین» خوانده‌است.

## خارج از گود

### بزرگ‌ترین رانت تاریخ ورزش ایران
در بحبوحه اتفاقات سال ۸۸، حمید سوریان، مدال قهرمانی خود را به محمود احمدی‌نژاد اهدا کرد و احمدی‌نژاد نیز به او مجوز واردات سه اتومبیل «بدون محدودیت» به ایران داد. این اتفاق در زمانی اتفاق افتاد که مجوز واردات خودرو با سی‌سی محدود به کشتی‌گیران داده شده بود. سوریان از این فرصت بهره‌برداری کرده و دو اتومبیل فراری گران‌قیمت با قیمت اندک خرید و در سال ۹۲ با قیمت ۸.۵ میلیارد تومان فروخت. این معامله به نظر می‌رسد که بزرگ‌ترین رانت ورزشکاران در ایران باشد. پس از آن سوریان یک خودروی «بی‌ام‌و سری ۶» وارد کرد تا از فرصت واردات سه اتومبیل بدون محدودیت بهره ببرد.

### اهدای مدال
سه سال بعد، حمید سوریان پس از بازگشت از المپیک لندن، بخشی از جوایز المپیکی خود را به زلزله زدگان آذربایجان شرقی اهدا کرد.

## نتایج مسابقات بین‌المللی

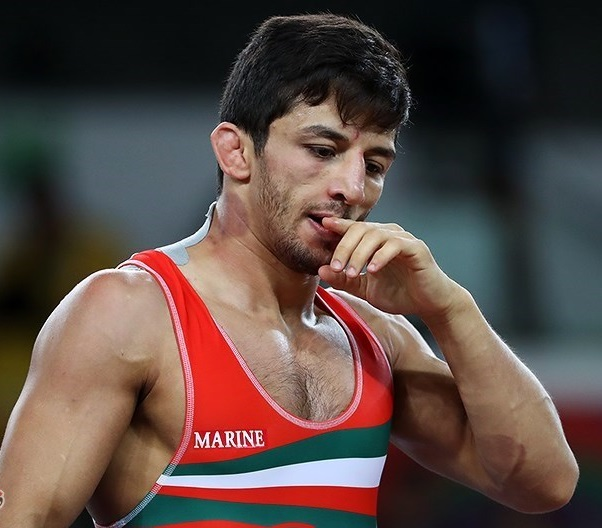
سوریان در بازی‌های المپیک تابستانی ۲۰۱۶ در ریو دو ژانیرو

| نتیجه                      | مرحله             | رقیب              | امتیاز              | رویداد              | مکان              |
| مدال طلا در ۵۵ ک‌گ          | مدال طلا در ۵۵ ک‌گ | مدال طلا در ۵۵ ک‌گ | مدال طلا در ۵۵ ک‌گ   | مدال طلا در ۵۵ ک‌گ   | مدال طلا در ۵۵ ک‌گ |
| -------------------------- | ----------------- | ----------------- | ------------------- | ------------------- | ----------------- |
| برد                        | یک‌شانزدهم نهایی   | ووگار رحیموف      | ۲–۰ (۴–۳، ۲–۱)      | قهرمانی جهان ۲۰۰۵   | بوداپست           |
| برد                        | یک‌هشتم نهایی      | بایرام اوزدمیر    | ۲–۰ (۴–۰، ۳–۲)      | قهرمانی جهان ۲۰۰۵   | بوداپست           |
| برد                        | یک‌چهارم نهایی     | لازارو ریواس      | ۲–۰ (۲–۱، ۷–۱)      | قهرمانی جهان ۲۰۰۵   | بوداپست           |
| برد                        | نیمه‌نهایی         | برمک کوکتوف       | DSQ (۳–۰ ،۵–۰)      | قهرمانی جهان ۲۰۰۵   | بوداپست           |
| برد                        | نهایی             | پارک اویی-چول     | ۲–۰ (۲–۱، ۴–۳)      | قهرمانی جهان ۲۰۰۵   | بوداپست           |
| مدال طلا در ۵۵ ک‌گ          |                   |                   |                     |                     |                   |
| برد                        | یک‌شانزدهم نهایی   | وینسنته لیلو      | ۲–۰ (۶–۰، ۷–۰)      | قهرمانی جهان ۲۰۰۶   | گوانگ‌ژو           |
| برد                        | یک‌هشتم نهایی      | ووگار رحیموف      | ۲–۰ (۷–۲، ۲–۱)      | قهرمانی جهان ۲۰۰۶   | گوانگ‌ژو           |
| برد                        | یک‌چهارم نهایی     | ونیلین ونکوف      | ۲–۰ (۸–۲، ۴–۰)      | قهرمانی جهان ۲۰۰۶   | گوانگ‌ژو           |
| برد                        | نیمه‌نهایی         | لیندسی دورلچر     | ۲–۰ (۵–۳، ۳–۲)      | قهرمانی جهان ۲۰۰۶   | گوانگ‌ژو           |
| برد                        | نهایی             | روشن بایراموف     | ۲–۰ (۳–۰، ۳–۰)      | قهرمانی جهان ۲۰۰۶   | گوانگ‌ژو           |
| مدال طلا در ۵۵ ک‌گ          |                   |                   |                     |                     |                   |
| برد                        | یک سی و دوم نهایی | شان پارکر         | ۲–۰ (۵–۰، ۸–۱)      | قهرمانی جهان ۲۰۰۷   | باکو              |
| برد                        | یک‌شانزدهم نهایی   | آندرس نیبلوم      | ۲–۰ (۲–۱، ۴–۰)      | قهرمانی جهان ۲۰۰۷   | باکو              |
| برد                        | یک‌هشتم نهایی      | لیندسی دورلچر     | DSQ (۴–۰، ۶–۰)      | قهرمانی جهان ۲۰۰۷   | باکو              |
| برد                        | یک‌چهارم نهایی     | ویرجیل مونتینو    | ۲–۰ (۴–۳، ۲–۲)      | قهرمانی جهان ۲۰۰۷   | باکو              |
| برد                        | نیمه‌نهایی         | کریستین فریس      | ۲–۰ (۳–۰، ۱–۱)      | قهرمانی جهان ۲۰۰۷   | باکو              |
| برد                        | نهایی             | پارک اویی-چول     | DSQ (۱–۱، ۳–۰، ۴–۰) | قهرمانی جهان ۲۰۰۷   | باکو              |
| مقام پنجم در ۵۵ ک‌گ         |                   |                   |                     |                     |                   |
| برد                        | یک‌شانزدهم نهایی   | ونیلین ونکوف      | ضربه‌فنی (۴–۰)       | بازی‌های المپیک ۲۰۰۸ | پکن               |
| برد                        | یک‌هشتم نهایی      | الگین لورن الویس  | ۲–۰ (۸–۰، ۶–۰)      | بازی‌های المپیک ۲۰۰۸ | پکن               |
| باخت                       | یک‌چهارم نهایی     | نظیر مانکیف       | ۱–۲ (۲–۲، ۱–۱، ۱–۱) | بازی‌های المپیک ۲۰۰۸ | پکن               |
| برد                        | شانس دوباره       | کریستین فریس      | ۲–۰ (۵–۰، ۱–۱)      | بازی‌های المپیک ۲۰۰۸ | پکن               |
| باخت                       | رقابت مدال برنز   | پارک اویی-چول     | ۰–۲ (۱–۱، ۲–۲)      | بازی‌های المپیک ۲۰۰۸ | پکن               |
| مدال طلا در ۵۵ ک‌گ          |                   |                   |                     |                     |                   |
| برد                        | یک‌شانزدهم نهایی   | خواکین مارتینز    | ۲–۰ (۷–۰، ۳–۰)      | قهرمانی جهان ۲۰۰۹   | هرنینگ            |
| برد                        | یک‌هشتم نهایی      | اسپنسر مانگو      | ۲–۰ (۱–۰، ۶–۰)      | قهرمانی جهان ۲۰۰۹   | هرنینگ            |
| برد                        | یک‌چهارم نهایی     | ارهان کاراکس      | ۲–۰ (۱–۰، ۱–۰)      | قهرمانی جهان ۲۰۰۹   | هرنینگ            |
| برد                        | نیمه‌نهایی         | هاکان نیبلوم      | ۲–۰ (۱–۰، ۶–۰)      | قهرمانی جهان ۲۰۰۹   | هرنینگ            |
| برد                        | نهایی             | رومن آمویان       | ۲–۰ (۵–۰، ۱–۰)      | قهرمانی جهان ۲۰۰۹   | هرنینگ            |
| مدال طلای قهرمانی در ۵۵ ک‌گ |                   |                   |                     |                     |                   |
| برد                        | یک‌شانزدهم نهایی   | محمد بوترفسا      | ۲–۰ (۵–۰، ۱–۰)      | قهرمانی جهان ۲۰۱۰   | مسکو              |
| برد                        | یک‌هشتم نهایی      | ونیلین ونکوف      | ۲–۰ (۲–۰، ۲–۲)      | قهرمانی جهان ۲۰۱۰   | مسکو              |
| برد                        | یک‌چهارم نهایی     | جانی هاپاماکی     | ۲–۰ (۲–۰، ۱–۱)      | قهرمانی جهان ۲۰۱۰   | مسکو              |
| برد                        | نیمه‌نهایی         | رومن آمویان       | ۲–۰ (۱–۰، ۲–۰)      | قهرمانی جهان ۲۰۱۰   | مسکو              |
| برد                        | نهایی             | چوی گیو-جین       | ۲–۱ (۴–۰، ۰–۳، ۱–۰) | قهرمانی جهان ۲۰۱۰   | مسکو              |
| مدال طلا در ۵۵ ک‌گ          |                   |                   |                     |                     |                   |
| برد                        | یک‌هشتم نهایی      | آرسن ارالیف       | ۲–۱ (۴–۰، ۰–۲، ۲–۱) | بازی‌های المپیک ۲۰۱۲ | لندن              |
| برد                        | یک‌چهارم نهایی     | پیتر موداس        | ۲–۰ (۲–۰، ۱–۰)      | بازی‌های المپیک ۲۰۱۲ | لندن              |
| برد                        | نیمه‌نهایی         | هاکان نبیلوم      | ۲–۰ (۳–۰، ۳–۰)      | بازی‌های المپیک ۲۰۱۲ | لندن              |
| برد                        | نهایی             | روشن بایراموف     | ۲–۰ (۲–۰، ۱–۰)      | بازی‌های المپیک ۲۰۱۲ | لندن              |
| مدال طلا در ۵۹ ک‌گ          |                   |                   |                     |                     |                   |
| برد                        | یک‌سی‌ودوم نهایی    | الکس انچیت        | ۸–۰                 | قهرمانی جهان ۲۰۱۴   | تاشکند            |
| برد                        | یک‌شانزدهم نهایی   | هیثم محمود        | ۲–۱                 | قهرمانی جهان ۲۰۱۴   | تاشکند            |
| برد                        | یک‌هشتم نهایی      | اسماعیل بوررو     | ۵–۰                 | قهرمانی جهان ۲۰۱۴   | تاشکند            |
| برد                        | یک‌چهارم نهایی     | صالح ممدوف        | ۳–۰                 | قهرمانی جهان ۲۰۱۴   | تاشکند            |
| برد                        | نیمه‌نهایی         | المرات تاسمرادوف  | ۲–۱                 | قهرمانی جهان ۲۰۱۴   | تاشکند            |
| برد                        | نهایی             | مینیگیان سمنوف    | ۲–۱                 | قهرمانی جهان ۲۰۱۴   | تاشکند            |
| مقام هفتم در ۵۹ ک‌گ         |                   |                   |                     |                     |                   |
| برد                        | یک‌شانزدهم نهایی   | ریبر رودریگز      | ۸–۰                 | قهرمانی جهان ۲۰۱۵   | لاس وگاس          |
| برد                        | یک‌هشتم نهایی      | جانی هاپاماکی     | ۵–۰ ضربه‌فنی         | قهرمانی جهان ۲۰۱۵   | لاس وگاس          |
| باخت                       | یک‌چهارم نهایی     | روشن بایراموف     | ۰–۲ DSQ             | قهرمانی جهان ۲۰۱۵   | لاس وگاس          |
| باخت                       | شانس دوباره       | یون وونچول        | ۵–۶                 | قهرمانی جهان ۲۰۱۵   | لاس وگاس          |
| مقام یازدهم در ۵۹ ک‌گ       |                   |                   |                     |                     |                   |
| باخت                       | یک‌شانزدهم نهایی   | شینوبو اوتا       | ۴–۵                 | بازی‌های المپیک ۲۰۱۶ | ریو دو ژانیرو     |
| باخت                       | شانس دوباره       | المت کبیسپایف     | ۷–۶ ضربه‌فنی         | بازی‌های المپیک ۲۰۱۶ | ریو دو ژانیرو     |